# Dunkelbrauner Halsgrubenbock
Der Dunkelbraune Halsgrubenbock oder Grubenhalsbock, Feldbock oder Rollenschröter (Arhopalus rusticus, Syn.: Criocephalus rusticus) ist ein Käfer aus der Familie der Bockkäfer (Cerambycidae). Die Käfer kommen in Europa und Asien vor, ihre Larven entwickeln sich im Holz von Nadelbäumen.

## Merkmale
Die Käfer werden 10 bis 30 Millimeter lang. Sie sind hellbraun bis schwarz gefärbt, haben weichhäutige Deckflügel mit je zwei bis drei schwachen Längsrippen.
Auf den Seiten des Halsschildes befindet sich je eine Einwölbung. Die Augen sind sehr groß und deutlich hervortretend.
Im Unterschied zu der sehr ähnlichen Art Arhopalus ferus besitzt Arhopalus rusticus zwischen den Ommatidien der Augen vereinzelt Härchen.

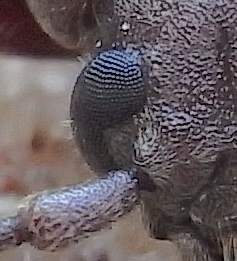
Auge des Grubenhalsbocks mit Härchen zwischen den einzelnen Ommatidien.

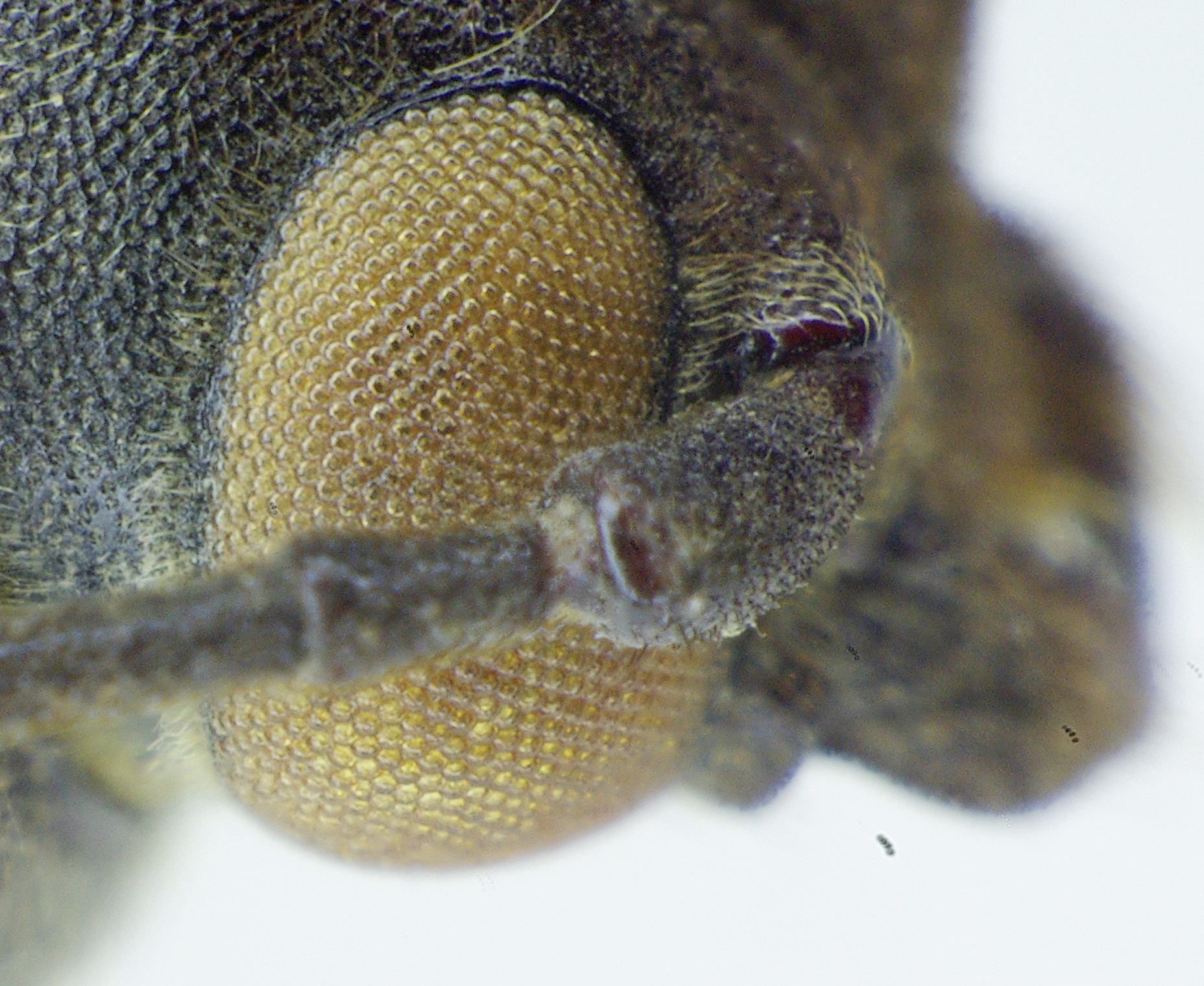
Zum Vergleich Auge von Arhopalus ferus
(keine Härchen zwischen den Ommatidien, die helle Färbung besteht nur beim Präparat).

## Vorkommen
Sie kommen in Nadelwäldern in Europa und Asien vor. In Nord- und Ostdeutschland sind sie häufig, im Süden und Westen selten.

## Lebensweise
Die Käfer fliegen von Juli bis September. Sie sind dämmerungs- und nachtaktiv. Am Tag verstecken sie sich unter loser Rinde.
Die Larven leben in Kiefernstümpfen, unter der Rinde oder an Wurzeln von toten Kiefern, selten aber auch an anderen Nadelbäumen.

### Entwicklung
Die Weibchen legen ihre Eier in geschädigte Bäume ab. Die Larven bohren zuerst nur im Bast, später dringen sie in das Holz ein. Nach 2 bis 3 Jahren verpuppen sie sich, weshalb es auch vorkommen kann, dass die Käfer aus bereits verarbeitetem Holz schlüpfen. Einmal getrocknetes Holz wird vom Halsgrubenbock jedoch nicht mehr befallen.

### Natürliche Feinde
Zu den natürlichen Feinden des Dunkelbraunen Halsgrubenbocks zählen Spechtarten, Marderverwandte wie der Europäische Dachs oder auch Wildschweine, die als Allesfresser in verrottenden Baumstümpfen nach Fressbarem suchen.
Einige Parasitoide befallen den Dunkelbraunen Halsgrubenbock, darunter Odontocolon dentipes und Dolichomitus mesocentrus aus der Familie der Schlupfwespen. Diese beiden große Schlupfwespen-Arten legen ihre Eier nicht direkt in das Wirtstier, sondern gehören zu den Ektoparasiten, die die befallenen Larven von außen her auffressen.
Das Weibchen von Dolichomitus mesocentrus besitzt bei einer Körperlänge von 3–4 Zentimetern einen Legebohrer von 4–6 Zentimetern, mit dem es in rissiges Laub- oder  Nadelholz bohrt, um seine Eier auf die dort lebenden Bockkäferlarven zu legen. Gleichzeitig wird die Käferlarve gelähmt und dient nach dem Schlüpfen der Schlupfwespenlarve aus dem Ei dieser als Nahrung.
Larven und Puppen des Dunkelbraunen Halsgrubenbocks gehören auch zur Beute einiger anderer räuberisch lebender Insekten. Beispielsweise attackiert die Larve der Raubfliege Laphria gibbosa die Larve des Dunkelbraunen Halsgrubenbocks. Käferlarven aus der Familie der Schnellkäfer, vorwiegend aus den Gattungen Athous, Melanotus und Elater, gehören ebenfalls zu den natürlichen Feinden des Dunkelbraunen Halsgrubenbocks, außerdem einige Käfer und Larven aus der Familie der Stutzkäfer wie Plegaderus saucius und Paromalus parallelepipedus.